# Pseudocolaptes lawrencii
A Pseudocolaptes lawrencii a madarak (Aves) osztályának verébalakúak (Passeriformes) rendjébe és a fazekasmadár-félék (Furnariidae) családjába tartozó faj.

## Rendszerezése
A fajt Robert Ridgway amerikai ornitológus írta le 1878-ban. Faji tudományos nevét George Newbold Lawrence amerikai amatőr ornitológusról tiszteletére kapta.

## Előfordulása
Közép-Amerikában, Costa Rica és Panama területén honos. Természetes élőhelyei a szubtrópusi vagy trópusi síkvidéki és hegyi esőerdők. Állandó, nem vonuló faj.

## Alfajai
- Pseudocolaptes lawrencii lawrencii Ridgway, 1878[2] Costa Rica és Panama
- Pseudocolaptes lawrencii johnsoni[2] Lonnberg & Rendahl, 1922 vagy Pseudocolaptes johnsoni[1] Ecuador és Kolumbia

## Megjelenése
Testhossza 21 centiméter, testtömege 45-58 gramm.

## Természetvédelmi helyzete
Az elterjedési területe kicsi, egyedszáma viszont stabil. A Természetvédelmi Világszövetség Vörös listáján nem fenyegetett fajként szerepel.